# Soběkury
Obec Soběkury se nachází v okrese Plzeň-jih, kraj Plzeňský. Žije zde 617 obyvatel.

## Historie
První písemná zmínka o vsi je z roku 1239.
Působil tu jako rolník Václav Kropáček (1864–1934), poslanec zemského sněmu a okresní starosta v Přešticích.

## Pamětihodnosti
- Kaple Povýšení svatého Kříže na návsi
- Pamětní kámen Jakuba Rady v lese Kvíčová
- Smírčí kámen

## Části obce
- Soběkury
- Horušany

## Galerie

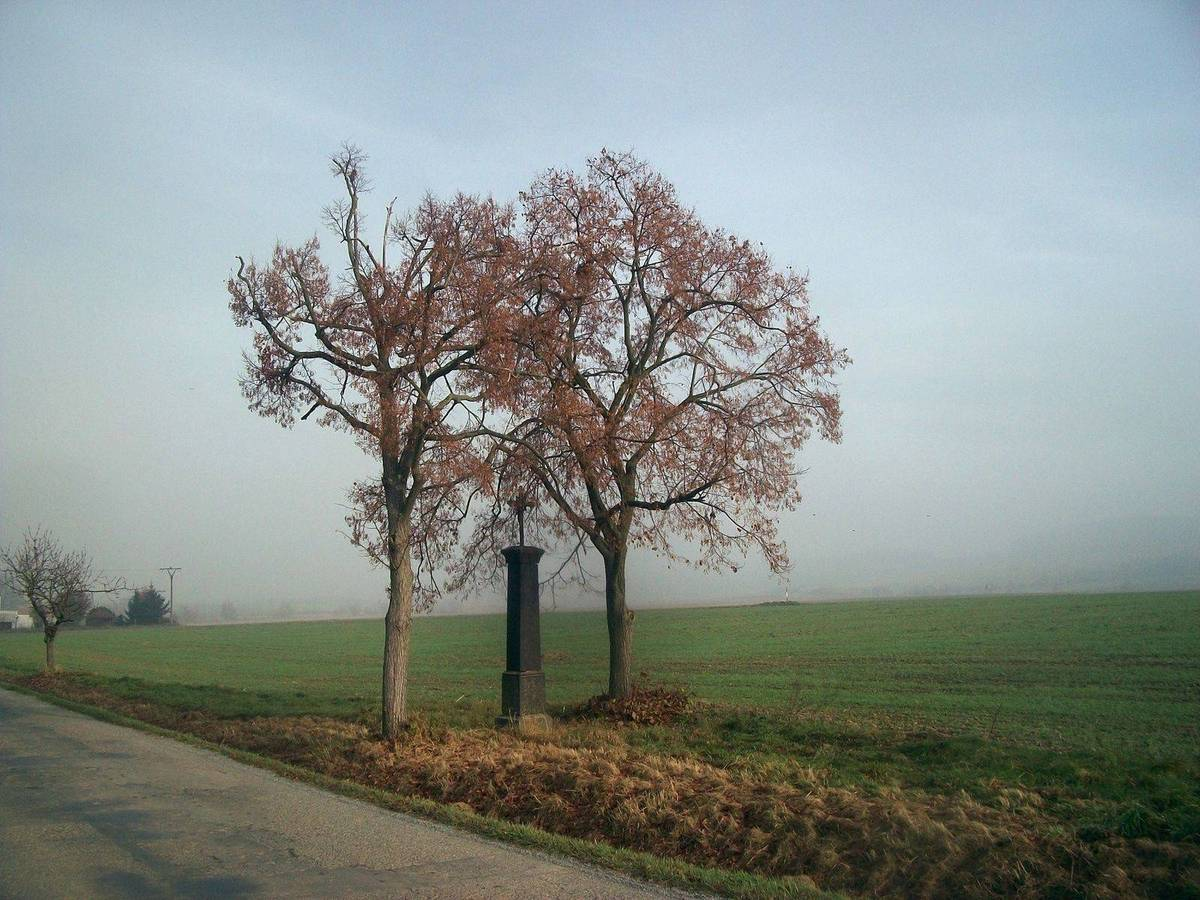
Okolní krajina
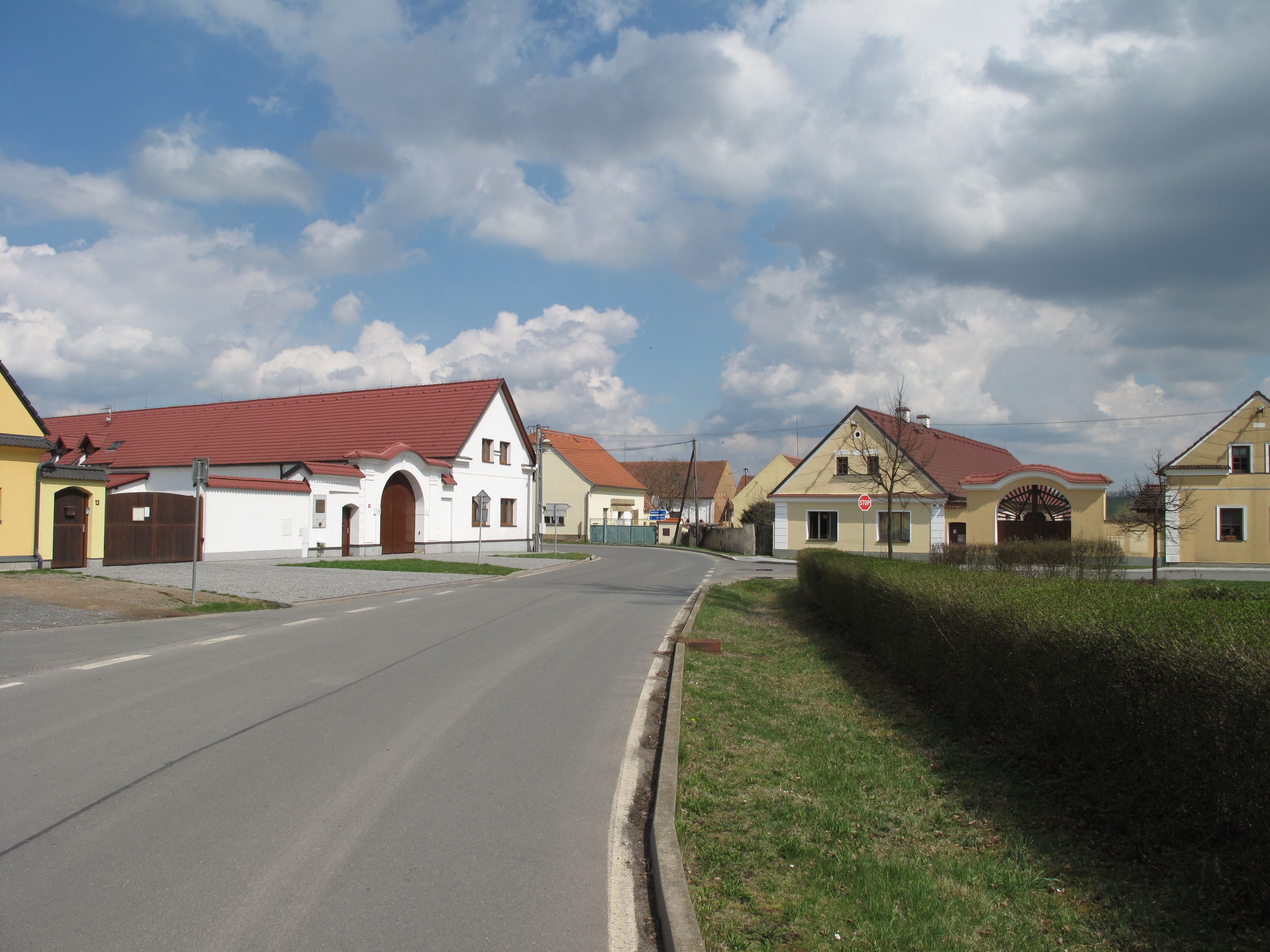
Část návsi
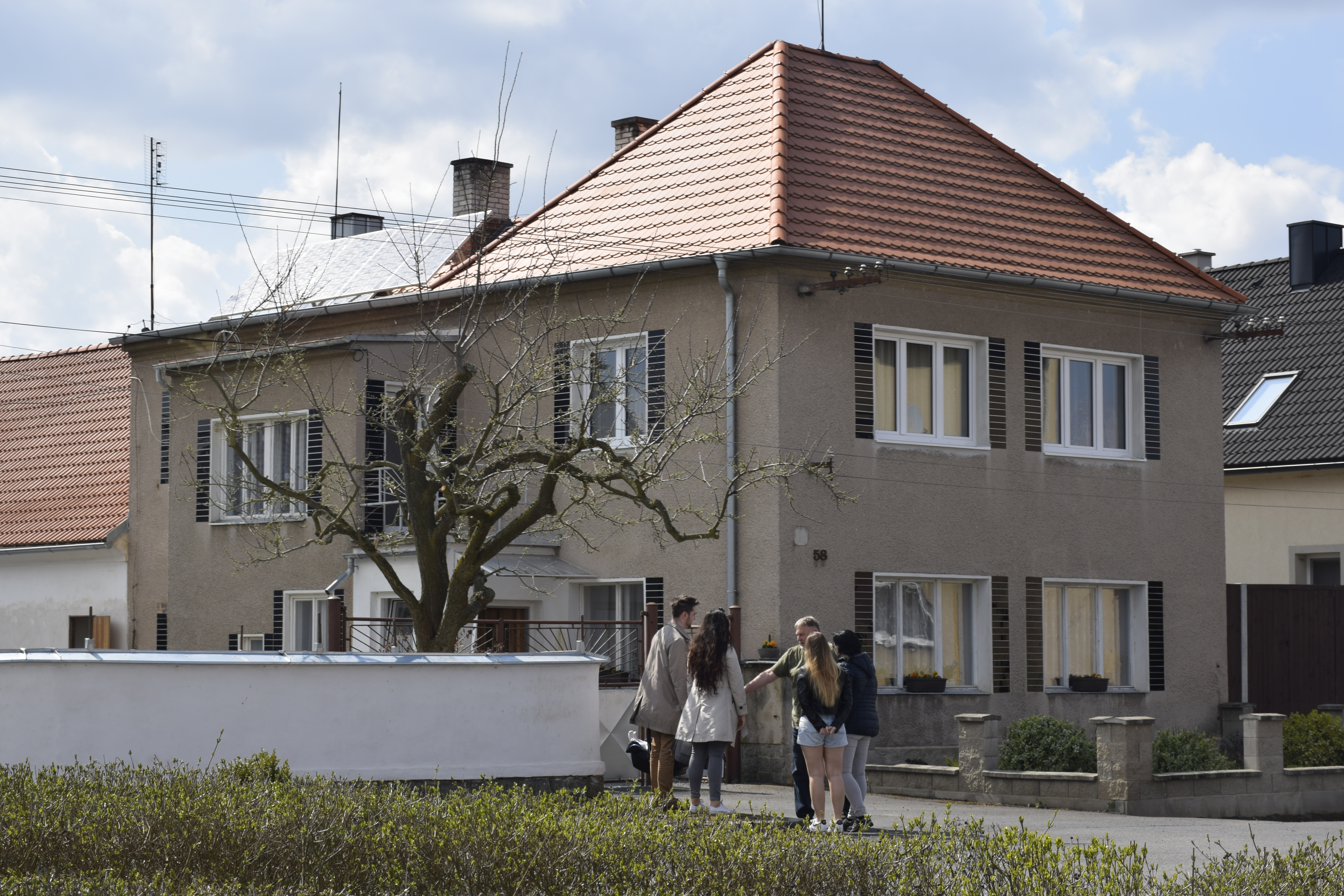
Dům